# حصار بني وليد (2012)
كان حصار بني وليد صراعًا مسلحًا وقع في ليبيا.

## معلومات تاريخية
بني وليد عبارة عن مدينة تقع ضمن واحة في غرب ليبيا كانت تعيش في صراع تاريخي مع مدينة مصراتة. مع بداية الحرب الأهلية في عام 2011، بقيت بني وليد معقلاً لمؤيدي حكومة معمر القذافي حتى نهاية الحرب تمامًا، في حين أن مصراتة كانت واحدة من أوائل المدن التي ثارت ضد نظام القذافي، والتي انتصرت في حصار دام على مدار عدة أشهر. وبعد نهاية الحرب، حاولت مجموعة من الميليشيات في مصراتة القبض على الأشخاص الذين كان يعتقد أنهم كانوا على علاقة بالحكومة السابقة.
وبعد سلسلة من الانتهاكات، استعاد المقاتلون المحليون في بني وليد السيطرة على مدينتهم وطردوا الحكومة الجديدة من المدينة. وقد شاركت كتيبة بني وليد بعد ذلك في عمليات الخطف الانتقامية من مصراتة أثناء معظم فترات عام 2012.
وفي تموز/يوليو، وأثناء القبض على اثنين من الصحفيين المصراتيين، أسر المقاتلون في بني وليد المجند المصراتي عمران شعبان، وهو أحد الذين أسروا معمر القذافي في نهاية معركة سرت، وقاموا بتعذيبه، ثم توفي في وقت لاحق متأثرًا بجراحه. وردًا على ذلك، صرح المؤتمر الليبي باستخدام القوة ضد بني وليد لأسر أولئك المسؤولين عن حالات القتل، حيث أعطى المدينة مهلة حتى الخامس من تشرين الأول/أكتوبر للإذعان بشكل سلمي. رفضت الحكومة المحلية في بني وليد ذلك القرار، وقالت إنه لا يوجد نظام قضائي حقيقي في ليبيا.
وبعد هذا الحدث، فرضت القوات المسلحة التابعة للحكومة الجديدة والميليشيات المسلحة الحليفة لها حصارًا على المدينة.

## القتال
في نهاية شهر أيلول/سبتمبر، قام لواء درع ليبيا التابع للحكومة الليبية وميليشيات مصراتة بقطع الطرق التي تؤدي إلى بني وليد، مما أدى إلى منع الإمدادات المدنية من الدخول إلى المدينة. وقد احتجت منظمة العفو الدولية على حصار المدينة.
وفي الثاني من تشرين الأول/أكتوبر، نشبت النزاعات بين ميليشيات مؤيدة للحكومة من مصراتة وجنود محليين في بني وليد. قتل شخص وأصيب خمسة إلى عشرة أشخاص آخرين.
وفي العاشر من تشرين الأول/أكتوبر، نشبت نزاعات عنيفة بين ميليشيات بني وليد وميليشيات مصراتة في وادي المردوم الذي يبعد عن بني وليد بمسافة 10 كم. قتل أحد مقاتلي بني وليد وأصيب اثنان آخران، في حين وصل إجمالي عدد القتلى إلى 10 أفراد. قتل خمسة إلى عشرة مدنيين اتخذوا كدروع بشرية من قبل ميليشيات مصراتة، في حين سمح بوصول بعض الإمدادات إلى المدينة.
في السابع عشر من أكتوبر، تم قصف بني وليد مرة أخرى مع اشتعال وتيرة النزاعات على الأرض. وقد تم قتل خمسة مقاتلين من الميليشيات التابعة للحكومة وتمت إصابة 44 في القتال، وفي نفس الوقت، تم قتل سبعة من سكان بني وليد في القصف، بينما جرح 75 فردًا آخرين.
وفي الثامن عشر من أكتوبر، قامت مجموعة مكونة من حوالي 2000 وحدة من وحدات القوات المسلحة الليبية والميليشيات المتفقة معها، خصوصًا من مدينة مصراتة، بعد فشل المفاوضات بين الحكومة والمجلس المحلي، بشن هجوم شامل على بني وليد. وقد قال المتحدث الرسمي باسم الجيش إن الجيش تحرك بسرعة وقام بتأمين مطار المدينة وكان يقترب من الوصول إلى وسط المدينة. وقد نفى سكان المدينة ذلك، قائلين إن المطار كان ما زال تحت سيطرة الميليشيات المحلية وأن الجيش لم يدخل المدينة. وفي نفس الأثناء، قال رئيس الأركان يوسف النقشي إنه سيتم إرسال الجيش إلى المدينة وسوف يسيطر على الأمر لفرض الأمن. وقد أضاف أنه كان يأمل أن يدخل الجيش إلى المدينة بشكل سلمي.
في التاسع عشر من أكتوبر، تراجعت ميليشيات مصراتة والجيش الليبي، وفرض رئيس المؤتمر الانتقالي وقفًا لإطلاق النار لمدة 48 ساعة، مدينًا «الهجوم غير المصرح به» الذي قامت به قوات مصراتة والقوات الحكومية. وقد تم قتل ثمانية جنود تابعين للحكومة والميليشيات في القتال، في حين قتل 12 شخصًا من بني وليد، من المقاتلين والسكان. وقد قال ضابط ليبي إن وقف إطلاق النار كان يهدف إلى السماح للمدنيين بمغادرة المدينة، إلا أن سكان المدينة قالوا إنهم لن يغادروا مدينتهم.
وكان أقرب موضع لهم من بني وليد على مسافة حوالي 25 ميلاً من المدينة ذاتها، وهي نقطة تمت السيطرة عليها أثناء الهجوم الذي تم بين السادس عشر والثامن عشر من أكتوبر. ورغم ما قالته معاريف إن القرار كان يجب أن يكون سلميًا، إلا أن الجيش الليبي والميليشيات المتفقة معه كانوا يجهزون لهجوم آخر، حيث كانوا ينقلون الأسلحة الثقيلة والذخيرة إلى ميدان المعركة.
وقد استمر قصف المدينة وضواحيها وتم تجاهل وقف إطلاق النار، حيث تم قتل خمسة من السكان، منهم طفل، وتم تدمير 40 منزلاً من جراء الصواريخ التي أطلقها جنود الميليشيات. وقد تركز القصف على وادي المردوم. وقال القائد العسكري لبني وليد إن قواته كانت ما زالت تسيطر على المدينة بشكل كامل. وقد قالت قوات الدرع الليبية وميليشيات مصراتة إن هجومهم جاء بعد موافقة الحكومة، في حين أن أحد المسئولين العسكريين نفى ذلك، مما أضفى المزيد من الارتباك إلى المشهد. وقد انهارت المفاوضات بين بني وليد والقوات الحكومية المؤيدة لمصراتة للوصول إلى حل تفاوضي.
وفي العشرين من أكتوبر، شنت ميليشيات مصراتة هجومًا آخر على بني وليد، في محاولة منها للوصول إلى وسط المدينة. وقد قتل على الأقل تسعة جنود من جنود ميليشيات مصراتة وتمت إصابة 122 آخرين."Clashes in ex-Qaddafi bastion kill 9, 122 wounded". NOW Lebanon. 23 أكتوبر 2012. مؤرشف من الأصل في 2016-03-04. اطلع عليه بتاريخ 2012-10-23.وقد ارتفع عدد القتلى بعد ذلك إلى 22 جنديًا من ميليشيات مصراتة وجرح أكثر من 200 شخص، في حين أن خسائر بني وليد وصلت إلى أربعة قتلى، من بينهم فتاة صغيرة في السن وجرح 23 شخصًا.
وقد غادر بعض المدنيين مدينة بني وليد بسبب القصف العشوائي وقتل المدنيين ونقص الطعام والشراب. وقال جنود الميليشيات إنهم كانت لديهم قائمة بالأشخاص المطلوبين داخل بني وليد، بالإضافة إلى أنه كان هناك المئات من المسلحين الذين كانوا يدافعون عن المدينة.
وفي الحادي والعشرين من أكتوبر، قال القائد في بني وليد عبد الكريم غميد إنه تم استئناف قصف ميليشيات مصراتة على المدينة حيث تصاعدت أعمدة الدخان من بعض أجزاء المدينة. وقد أضاف أنهم قد أسروا 16 سيارة مسلحة من ميليشيات مصراتة. تم استئناف القتال على الأرض كذلك ليوم خامس بعد أن أعادت ميليشيات مصراتة والقوات الحكومية تجميع نفسها بعد الخسائر الفادحة التي تعرضت لها في اليوم السابق. وقد أفاد أحد السكان بوقوع اشتباكات في ضواحي المدينة، إلا أنها كانت أقل كثافة من اليوم السابق. وقد قال أحد جنود ميليشيات مصراتة إن المقاتلين في بني وليد كانوا مسلحين بشكل جيد وأن القتال استمر في وادي دينار عند البوابات على مسافة 30 ميلاً من وسط المدينة، وأنهم تبادلوا إطلاق النيران من قمتي تلال. وقال إن المعركة سوف تستمر لبعض الوقت.
وفي طرابلس، اقتحم حوالي 500 متظاهر مقر البرلمان الليبي للتظاهر ضد الهجمات التي يتم شنها ضد بني وليد.
وفي الثاني والعشرين من أكتوبر، أدت المزيد من الاشتباكات بالقرب من المدينة إلى مقتل اثنين من المقاتلين الموالين للحكومة.
في الثالث والعشرين من أكتوبر، قال العقيد علي الشيخلي إن الجيش يسيطر على المطار والمستشفى وغيرها من الأماكن الهامة. وقد تم التأكد من الاستيلاء على المطار بالإضافة إلى الاحتلال العسكري لمناطق مردم وشميغ وتنينة في الضواحي من خلال أحد اللاجئين الذين فروا من المدينة. وقال العقيد إن الجيش قد واجه مقاومة لا تذكر وقال إنهم يقومون بقصف المدينة. وقال أحد السكان المحليين إن الجيش يدخل إلى المدينة مصحوبًا ببلدوزرات تقوم بهدم المنازل.
في الرابع والعشرين من أكتوبر، سيطر المقاتلون الموالون للحكومة وأغلبهم من لواء درع ليبيا والميليشيات التي تأتمر بأمر وزارة الدفاع على وسط المدينة. وكانت وحدات الجيش والميليشيات ما زالت تواجه مقاومة في بعض أجزاء من المدينة. وقد تراجع المدافعون من المدينة إلى الوديان الموجودة حولها.
وفي الخامس والعشرين من أكتوبر، صمد الموالون لمعمر القذافي في مواجهة أخيرة في بني وليد، حيث تفرقوا في اليوم التالي عندما طافت القوات الموالية للحكومة بحرية في المدينة في اليوم التالي.

## النتائج المترتبة
في الثلاثين من أكتوبر، اختلف وزير الدفاع الليبي أسامة الجويل مع رئيس أركان الجيش يوسف المنقوش حول سيطرة الجيش على مدينة الواحة. ففي حين أن المنقوش قال إن العمليات العسكرية قد انتهت وأصبحت المدينة تحت سيطرة الجيش، قال وزير الدفاع إن الميليشيات التي لا تتبع الجيش، وليس الجيش نفسه، هي من تسيطر على بني وليد. ولم يكن ذلك بمثابة أول مرة يختلف فيها المنقوش مع الجويل، حيث كان الوزير يؤيد بشدة سيطرة وزارية أكبر، وليس عسكرية، على الجيش.
وقد قيل إنه لم يسمح للاجئين بالعودة إلى منازلهم كما تم منع دخول الصحفيين إلى المدينة من قبل الجنود والميليشيات الذين كانوا يشغلون نقاط التفتيش الموجودة على ضواحي المدينة، رغم وعود الجيش بتوفير حق العودة.
في الأول من نوفمبر، تمكن أحد مراسلي إيه إف بي من الدخول إلى المدينة وقد أشار إلى وقوع أضرار شديدة ناجمة عن القتال. وقال إن المنطقة السكنية الموجودة بجوار الجامعة والعديد من المباني في منطقة جويدة والعديد من المباني العامة قد تعرضت للتدمير بسبب النيران، والتي قال طبيب محلي إن السبب فيها هو الميليشيات من بني وليد ومصراتة، بالإضافة إلى المجرمين العاديين. كما شهد المراسل كذلك ثلاث حوادث منفصلة للسرقة على يد جنود ميليشيات مصراتة. وقد بقيت المدينة خالية بشكل كبير، حيث لم تكن هناك إلا بعض الدوريات من الشرطة والجيش في وسط المدينة.
في السادس عشر من ديسمبر، اندلع القتال مرة أخرى في بني وليد. فقد اشتبك أفراد من قوات الأمن مع رجال مسلحين في منطقة الظهرة المركزية المعاصرة في بني وليد، حيث أدى ذلك إلى مقتل ثلاثة من قوات الأمن وإصابة عدد آخر من أفراد الأمن.
إيه إف ب - مسلحون يقتلون أربعة شرطيين وجنديين يوم الأحد في هجمات منفصلة في ليبيا، بما فيها هجمة في معقل نظام معمر القذافي السابق الذي تم إسقاطه في العام الماضي، حسبما قاله مسئولون أمنيون.